# U-Bahnhof Olympiazentrum
Der U-Bahnhof Olympiazentrum ist ein Bahnhof der Münchner U-Bahn.

## Beschreibung

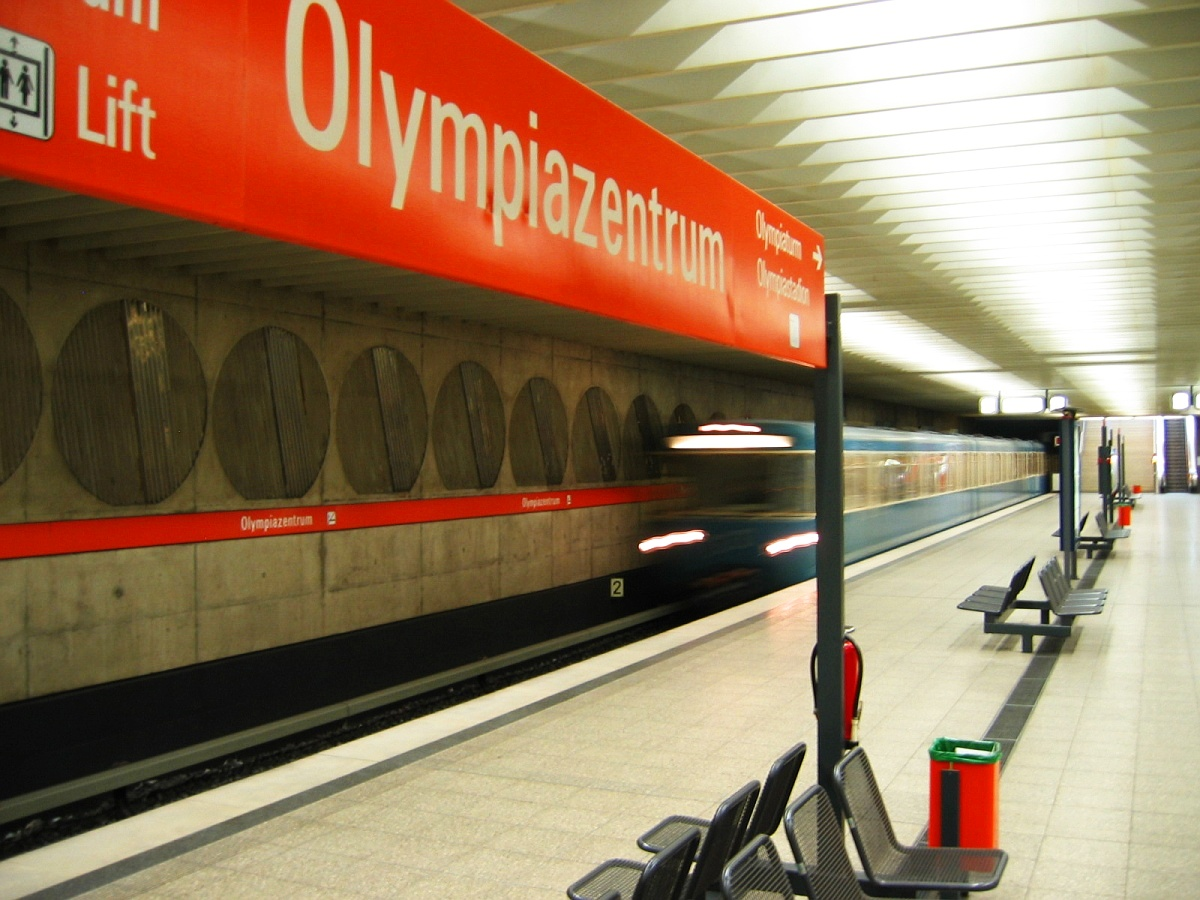
U-Bahnhof Olympiazentrum

Der Bahnhof wurde zu den Olympischen Spielen 1972 in München am 8. Mai 1972 eröffnet und war bis 2007 der Endpunkt der U3. Er wurde viergleisig gebaut, um ein großes Passagieraufkommen zu bewältigen. Heute fahren die Züge, die hier enden, auf den mittleren Gleisen, die durchfahrenden Züge von oder zum U-Bahnhof Moosach auf den äußeren Gleisen. Seit dem 15. Dezember 2013 beginnt und endet samstags die Verstärkerlinie U8 zum Sendlinger Tor am Olympiazentrum.
Der Bahnhof liegt unter einem Busbahnhof und parallel zur Lerchenauer Straße. Die Hintergleiswände bestehen aus Beton, in dem Reliefs von Kreisen sind. Der Boden der beiden Bahnsteige wurden mit Isarkiesel-Motiv ausgelegt und reflektiert so das Licht der Lichtbänder an der Decke, die mit Aluminium-Lamellen verblendet ist. Über den nördlichen Ausgang erreicht man das Olympische Dorf, über den südlichen sowohl die BMW Welt als auch den Olympiapark. An beiden Bahnsteigen befindet sich am nördlichen Ende ein Aufzug. Da der Bahnhof nahe an der Oberfläche liegt, gibt es keine Sperrengeschosse. Der Bahnhof hätte eigentlich Oberwiesenfeld heißen sollen, weshalb bis zur Verlängerung der U3 zum Olympia-Einkaufszentrum im Jahre 2007 zweimal im orangen Linienband Olympiazentrum (Oberwiesenfeld) stand. Im Jahr 1990 wurde die ebenfalls orange Plastikmöblierung gegen Drahtsitze getauscht, wie sie auch auf den übrigen Bahnhöfen verwendet werden.
Seit 2020 steht der U-Bahnhof Olympiazentrum zusammen mit vier weiteren Stationen der Olympia-U-Bahn unter Denkmalschutz.
Eine Hauptszene des 2019 Filmes Mein Ende. Dein Anfang. wurde im U-Bahnhof Olympiazentrum gedreht.
| Linie | Linienverlauf |
| ----- | --- |
| U3    | Moosach – (797 m) – Moosacher St.-Martins-Platz – (880 m) – Olympia-Einkaufszentrum – (1416 m) – Oberwiesenfeld – (1061 m) – Olympiazentrum – (944 m) – Petuelring – (832 m) – Scheidplatz – (793 m) – Bonner Platz – (1042 m) – Münchner Freiheit – (579 m) – Giselastraße – (744 m) – Universität – (788 m) – Odeonsplatz – (640 m) – Marienplatz – (884 m) – Sendlinger Tor – (843 m) – Goetheplatz – (677 m) – Poccistraße – (624 m) – Implerstraße – (849 m) – Brudermühlstraße – (1149 m) – Thalkirchen – (1129 m) – Obersendling – (785 m) – Aidenbachstraße – (782 m) – Machtlfinger Straße – (1195 m) – Forstenrieder Allee – (808 m) – Basler Straße – (936 m) – Fürstenried West |
| U8    | nur samstags: Olympiazentrum – (944 m) – Petuelring – (832 m) – Scheidplatz – (1103 m) – Hohenzollernplatz – (756 m) – Josephsplatz – (513 m) – Theresienstraße – (730 m) – Königsplatz – (583 m) – Hauptbahnhof – (905 m) – Sendlinger Tor – (746 m) – Fraunhoferstraße – (1116 m) – Kolumbusplatz – (711 m) – Silberhornstraße – (553 m) – Untersbergstraße – (654 m) – Giesing – (1280 m) – Karl-Preis-Platz – (868 m) – Innsbrucker Ring – (982 m) – Michaelibad – (1708 m) – Quiddestraße – (778 m) – Neuperlach Zentrum |